# Пермяково (Канский район)
Пермяково — деревня в Канском районе Красноярского края. Входит в состав Краснокурышинского сельсовета.

## История
По данным 1926 года в деревне имелось 93 хозяйства и проживало 506 человек (244 мужчины и 262 женщины). В национальном составе населения преобладали русские. В административном отношении Пермякова являлась центром и единственным населённым пунктом Пермяковского сельсовета Канского района Канского округа Сибирского края.

## Население
| 1926 | 2010 |
| ---- | ---- |
| 506  | ↘167 |